# Awraham Burg
Awraham Burg, Awrum Burg (hebr. אברהם בורג, ur. 19 stycznia 1955 w Jerozolimie) – izraelski polityk.
Urodził się w Jerozolimie, jest synem Josefa Burga, izraelskiego polityka i rabina.
Był przewodniczącym Knesetu od 6 lipca 1999 do 17 lutego 2003. Był również p.o. prezydenta Izraela od 10 lipca 2000 do 1 sierpnia 2000, z powodu rezygnacji Ezera Weizmanna do czasu wyboru nowej głowy państwa przez parlament.
Jest członkiem Partii Pracy.